# Malmö International Church
Malmö International Church är en internationell och självständig, evangelisk och karismatisk trosförsamling. Församlingen grundades i december 2005 och är en del av Trosrörelsen i Sverige. Församlingen är också medlem i Malmö Kristna Råd. Efter att under sina första år haft lokaler i Norra Sofielund har församlingen nu flyttat till f.d. Helgeandskyrkan vid Kronprinsen. Kyrkobyggnaden återinvigdes i nov 2015 men församlingen har använt och renoverat lokalerna sedan hösten 2014.
Församlingen har en tydligt internationell inriktning och fokuserar också på bibelundervisning, socialt arbete och konferenser. Församlingen har bland annat startat den sociala organisationen Räddningsmission Malmö för att hjälpa hemlösa och missbrukare och är också aktiv inom LP-verksamheten i Sverige.
Församlingen tog också initiativet till den första "Malmökonferensen" för att samla och inspirera kristna i Malmöregionen, ett initiativ som sedan vuxit för varje år och fått allt bredare ekumenisk uppslutning.[källa behövs] 2009 hade Malmökonferensen 10 arrangörer med pastor Ulf Ekman som huvudtalare. Vid konferensen 2011 kom Bill Johnson och Randy Clark.